# Il centro del mondo (film)
Il centro del mondo (Le Milieu du monde) è un film del 1974 diretto da Alain Tanner.